# Ellen Kushner

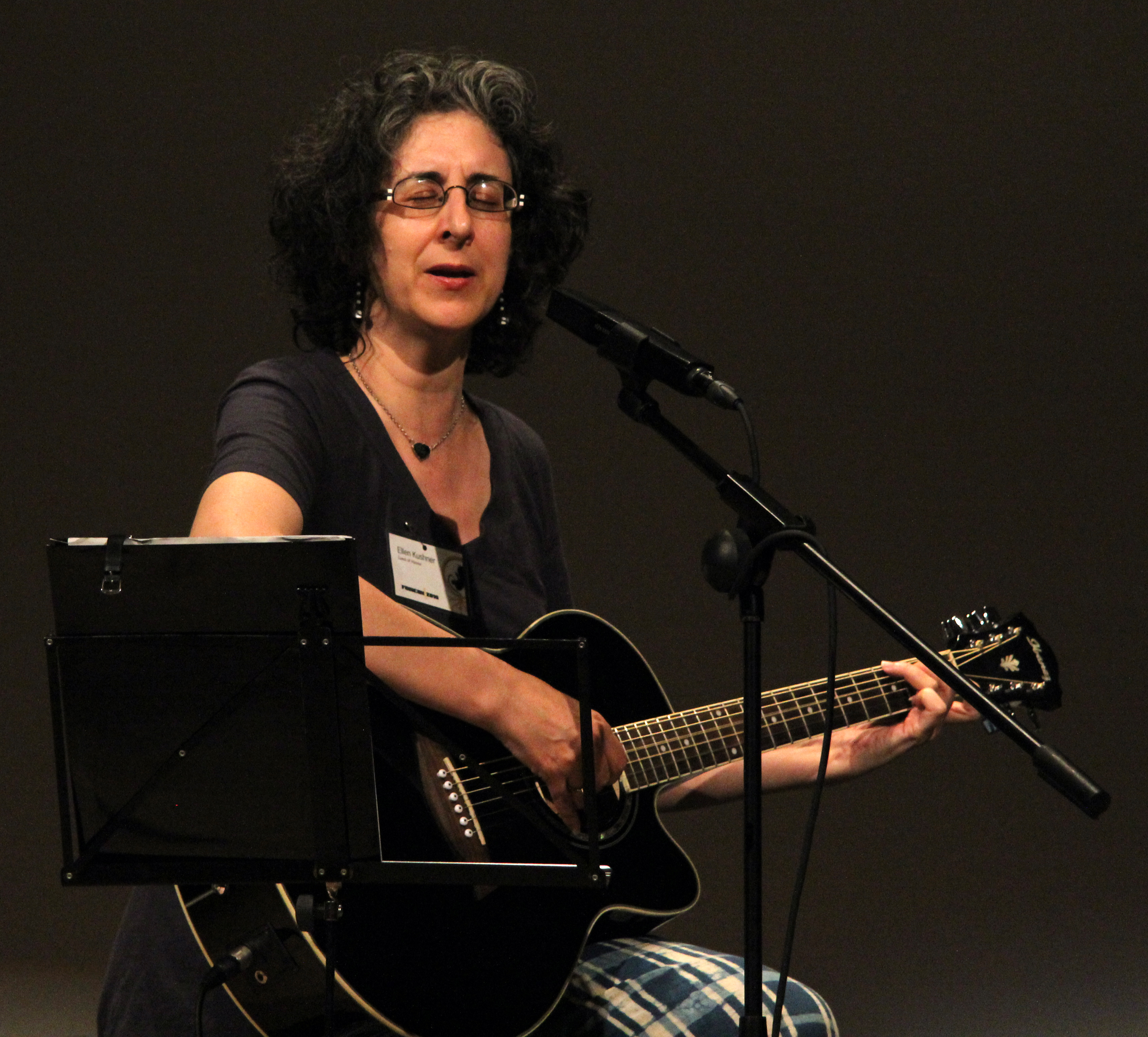
Ellen Ruth Kushner (2010)

Ellen Ruth Kushner (* 6. Oktober 1955 in Washington, D.C.) ist eine US-amerikanische Autorin von Fantasy-Romanen.

## Leben

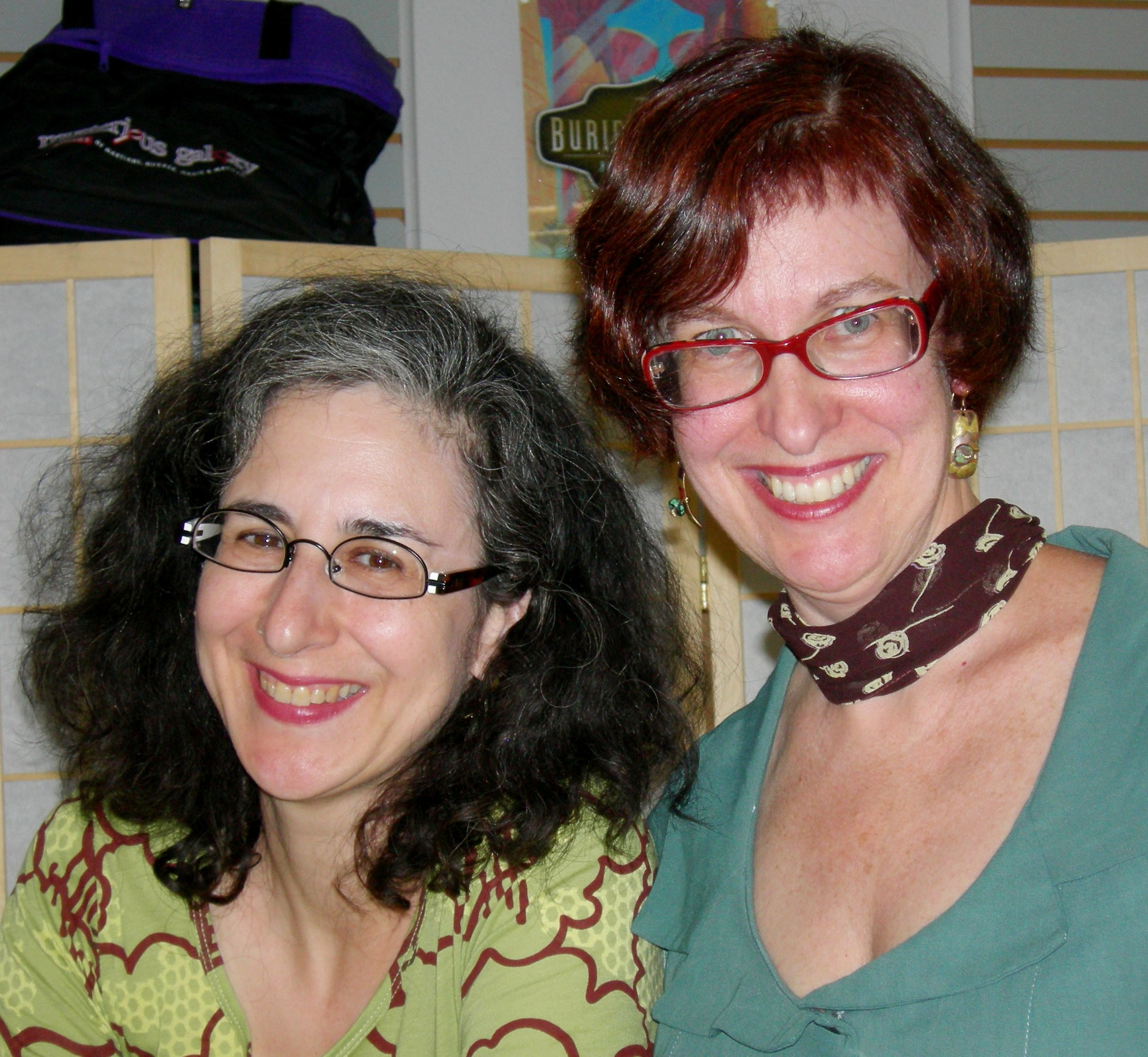
Ellen Kushner und Delia Sherman 2007

Kushner wuchs in Cleveland, Ohio auf. Sie lebt in New York City mit ihrer Partnerin Delia Sherman, die sie 1996 heiratete. Kushner publizierte 1987 ihren ersten Fantasy-Roman Swordspoint – zugleich der Beginn ihrer Riverside-Trilogie. 2002 erschien die Fortsetzung The Fall of the Kings (gemeinsam mit Delia Sherman). Im Juli 2006 veröffentlichte Kushner den dritten Teil The Privilege of the Sword, der im Verlag Small Beer Press erschien. Hierfür erhielt sie 2007 den Locus Award. Des Weiteren schrieb Kushner den Roman Thomas the Rhymer, der 1991 den World Fantasy Award und den Mythopoeic Award gewann. Für die Übersetzung von The Privilege of the Sword erhielt sie 2008 den japanischen Sense of Gender Award. Zudem schrieb Kushner mehrere Kurzgeschichten und Gedichte in verschiedenen Anthologien und beteiligte sich an der The Borderland Series. Zusammen mit Delia Sherman wurde Kushner 2024 mit dem Skylark Award ausgezeichnet.
Kushner moderiert das Radioprogramm Sound & Spirit, das vom Unternehmen WGBH in Boston produziert wird. 2002 erschien eine CD von Kushner, in der sie eine Chanukkah-Geschichte The Golden Dreydl erzählt. Die Musik wird vom Shirim Klezmer Orchestra untermalt. Kushner ist ein Mitglied des Endicott Studio.

## Werke

### Swords of Riverside
- Swordspoint, 1987
- Die Legende vom letzten König, 2009, ISBN 3-442-46865-5, The Fall of the Kings, 2002 (mit Delia Sherman)
- Die Dienerin des Schwertes, 2008, ISBN 3-442-46707-1, The Privilege of the Sword, 2006
- Swords of Riverside, 2006 (Sammelband)

### Choose Your Own Adventure
- Outlaws of Sherwood Forest (Band 47)(1985)
- The Enchanted Kingdom (mit Judith Mitchell) (Band 56)(1986)
- Statue of Liberty Adventure (Band 58)(1986)
- Mystery of the Secret Room (Band 63)(1986)
- Knights of the Round Table (Band 86)(1989)

### Einzelromane
- Thomas, der Barde, 1993, ISBN 978-3-404-20208-9, Thomas the Rhymer, 1990, (World Fantasy Award und Mythopoeic Award)
- St. Nicholas and the Valley Beyond: A Christmas Legend, 1994
- The Golden Dreydl: Nun, Gimel, Hey, Shin, 2007

### Als Herausgeberin
- Basilisk, 1980
- The Horns of Elfland, 1997 (mit Donald G. Keller und Delia Sherman)